# 楊宇朝
楊宇朝（1897年3月29日—1964年9月24日），本貫中和楊氏，韩国独立运动人士。韓國建國後，他在韩国經商 。

## 生平
楊宇朝生于平壤，1915年移居上海。次年他在同濟社的资助下赴美留学。
1917年，他开始在印第安纳州的一所學校学习，1924年毕业后，他进入麻薩諸塞州的一所纺织学校学习纺织技术。1925年加入安昌浩的興士團，1927年回到朝鮮半島，后又到上海參加興士團的活動。
之后楊宇朝加入韓國獨立黨，參與出版其刊物《韓声》。楊宇朝又加入大韩民国临时政府，並進入韓國光復軍工作。韓國成立後，楊宇朝返回韓國，並且在纺织业經商。
楊宇朝在中国期間，她结识了韓國独立運動人士崔善嬅（최선화），兩人最終结婚。他的第一个女儿杨濟始 (  ) 于1938年出生在中国，此後他和妻子將撫養孩子的經歷寫進日记。最終楊宇朝的外孫女金贤珠（김현주）將这本日记出版，這就是《濟始的日記》。
1963年，楊宇朝獲頒建國勳章。1999年，楊宇朝入選本月独立运动家。